# Simón el "Escurridizo"
Simón el "Escurridizo"  es una historieta de Mortadelo y Filemón serializada en 1986 en la revista Mortadelo. Es una de las historietas apócrifas de la serie realizadas por el Bruguera Equip en los años 1980 con guion de Armando Matías Guiu.

## Trayectoria editorial
La historieta se serializó en 1986 en los números del 264 al 270 de la revista Mortadelo. El guion de la historieta es de Armando Matías Guiu, siendo el dibujante Miguel Fernández Martínez, a través de la agencia Comicup.

## Sinopsis
El delincuente Simón el "Escurridizo" juró venganza contra las tres personas que lo enjaularon: Mortadelo, Filemón y el Súper. Ahora acaba de salir de la cárcel.